# Puliciphora imitata
Puliciphora imitata är en tvåvingeart som beskrevs av Ronald Henry Lambert Disney 2008. Puliciphora imitata ingår i släktet Puliciphora och familjen puckelflugor.
Artens utbredningsområde är Förenade Arabemiraten. Inga underarter finns listade i Catalogue of Life.